# Zemsta
Zemsta is een Poolse filmkomedie uit 2002 onder regie van Andrzej Wajda.

## Verhaal
Twee adellijke families zijn gedwongen om hetzelfde kasteel te delen. Hun naam heeft niet meer hetzelfde gewicht als vroeger. Hoewel hebzucht leidt tot een gespannen sfeer tussen de beide families, is er ook plaats voor romantiek.

## Rolverdeling
- Roman Polański: Józef Papkin
- Janusz Gajos: − Cześnik Raptusiewicz
- Andrzej Seweryn: Rejent Milczek
- Katarzyna Figura: Hanna
- Daniel Olbrychski: Dyndalski
- Agata Buzek: Klara
- Rafał Królikowski: Wacław
- Lech Dyblik: Śmigalski
- Cezary Żak: Perełka
- Jerzy Nowak: Michał Kafar
- Tadeusz Wojtych: Maciej Miętus
- Henryk Gołębiewski: Metselaar
- Jerzy Słonka: Priester
- Magdalena Smalara: Rózia
- Grażyna Zielińska: Kok van Cześnik